# Anders Björk (fotbollsspelare)
Hans Anders Yngve Björk, född 16 februari 1968 i Örgryte församling i Göteborg, är en svensk före detta fotbollsspelare (försvarare), aktiv i Gais åren 1990–1996.
Björk är uppvuxen i Lunden och kom till Gais från Överås BK 1990. Han var en duktig frisparksskytt med sin vänsterfot. 1996 råkade han ut för en korsbandsskada, och 1997 fick han en ny knäskada som gjorde att han missade hela säsongen. Efter säsongen 1997 tvingades han därför avsluta fotbollskarriären.